# Кролі
Кролі — збірна назва малорозмірних представників родини зайцеві (Leporidae). Не плутати з назвою роду Кріль (Oryctolagus).

## Таксономічний обсяг
Поняття кролі (кролики, крілики) найчастіше поширюється на всіх представників родини зайцевих (Leporidae), окрім типового роду цієї родини — роду заєць (Lepus).
По суті, назва не є відповідником якого-небудь таксона, є позатаксономічною. Подібними групами, які зручні для несистематичного опису біологічного різноманіття, є немишовиді гризуни, ластоногі хижі, копитні унгуляти та інші.

## Роди зайцевих, які називають кролями
Розрізняють декілька груп дрібних зайцеподібних, до яких можуть уживати слово кріль. Такими є (за Види ссавців світу, 2005 [Архівовано 12 серпня 2011 у Wayback Machine.])
- група Leporinae
  - Bunolagus (1 вид)
  - Caprolagus (1 вид)
  - Nesolagus (2 види)
  - Brachylagus (1 вид)
  - Sylvilagus (16 видів) — рід кролик
  - Oryctolagus (1 вид) — рід кріль
  - Poelagus (1 вид)

- група Paleolaginae (визнається як підродина не завжди)
  - Pentalagus (1 вид)
  - Pronolagus (3 види)
  - Romerolagus (1 вид)

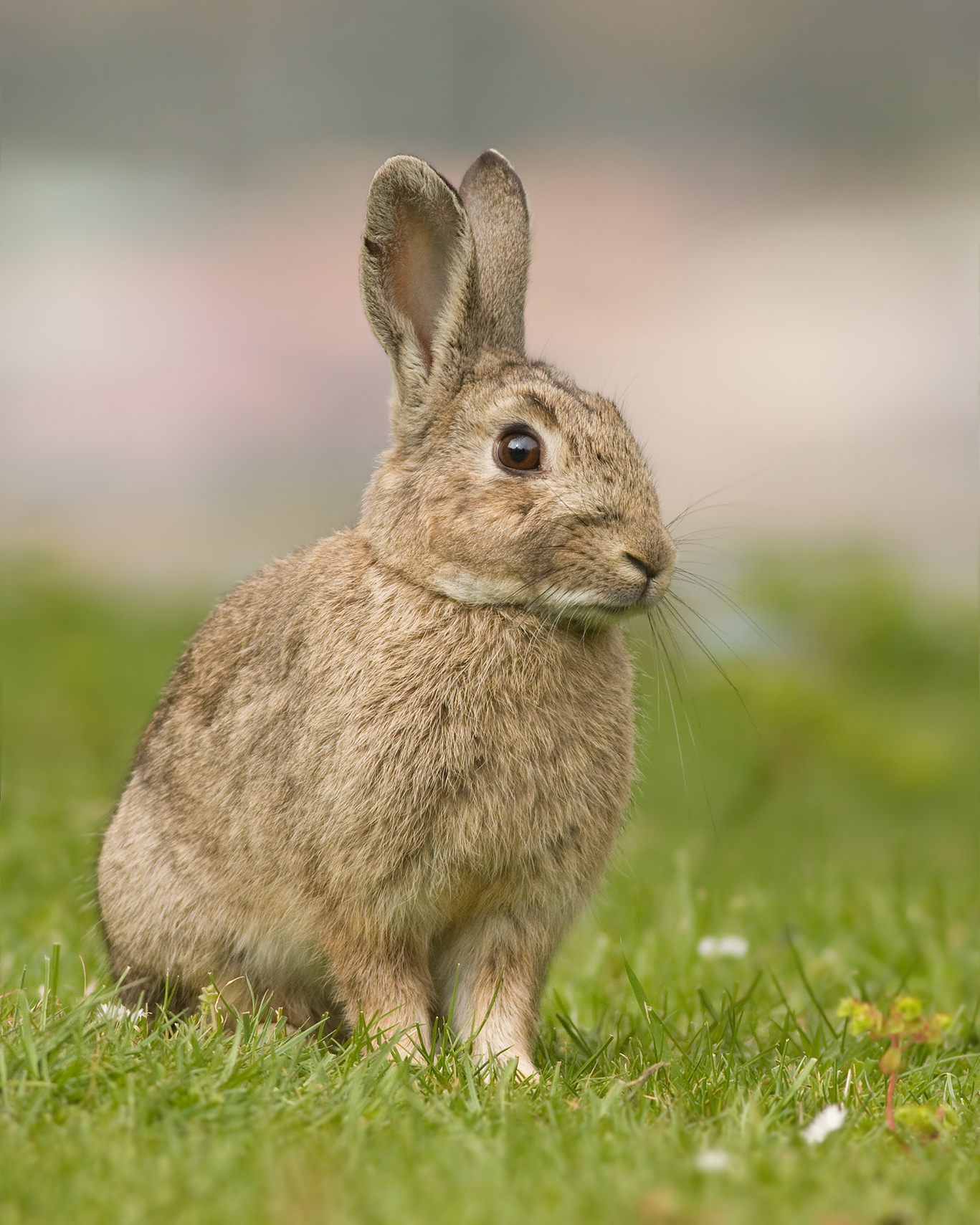
Кріль європейський (Oryctolagus cuniculus)
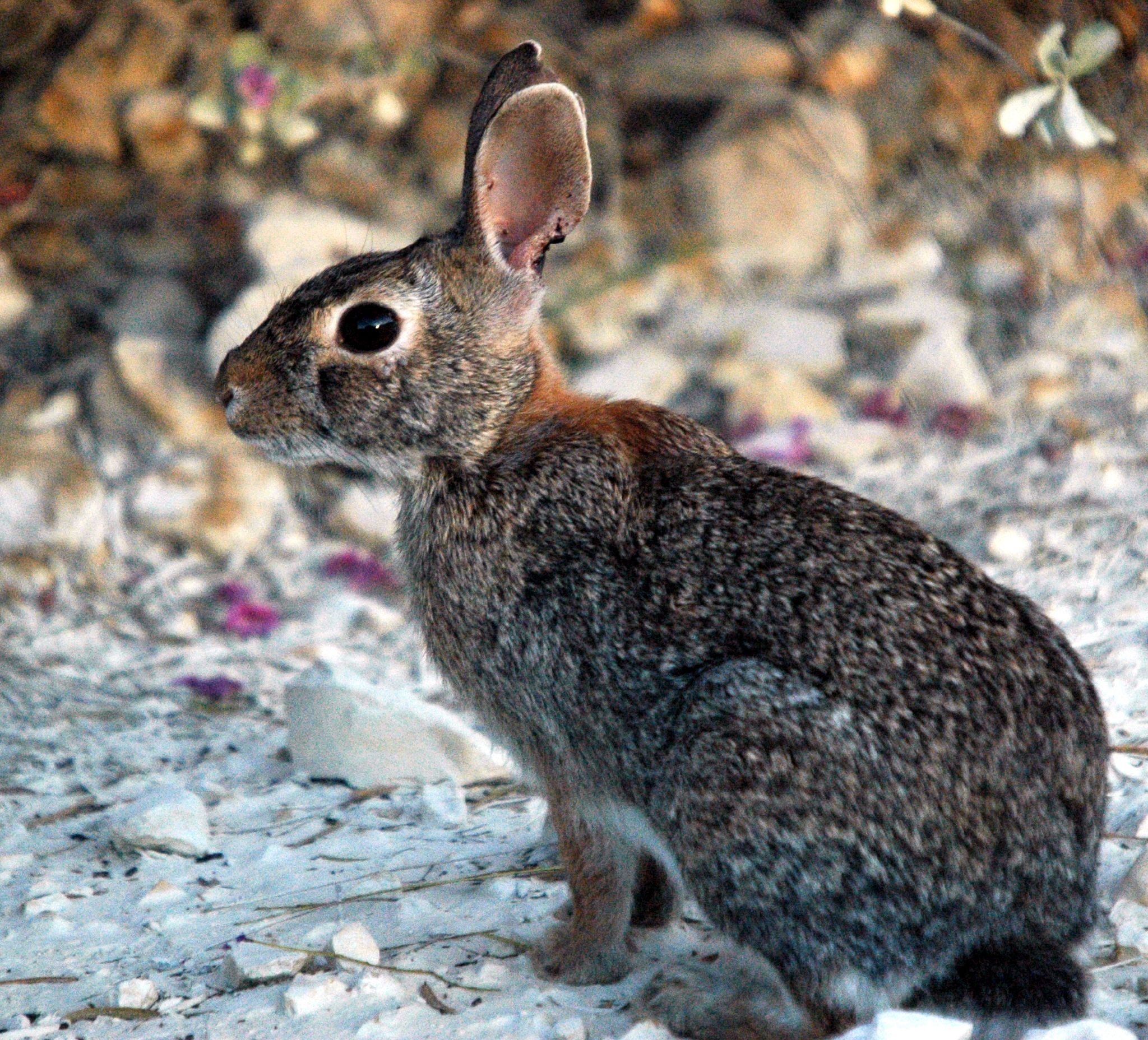
Sylvilagus aquaticus
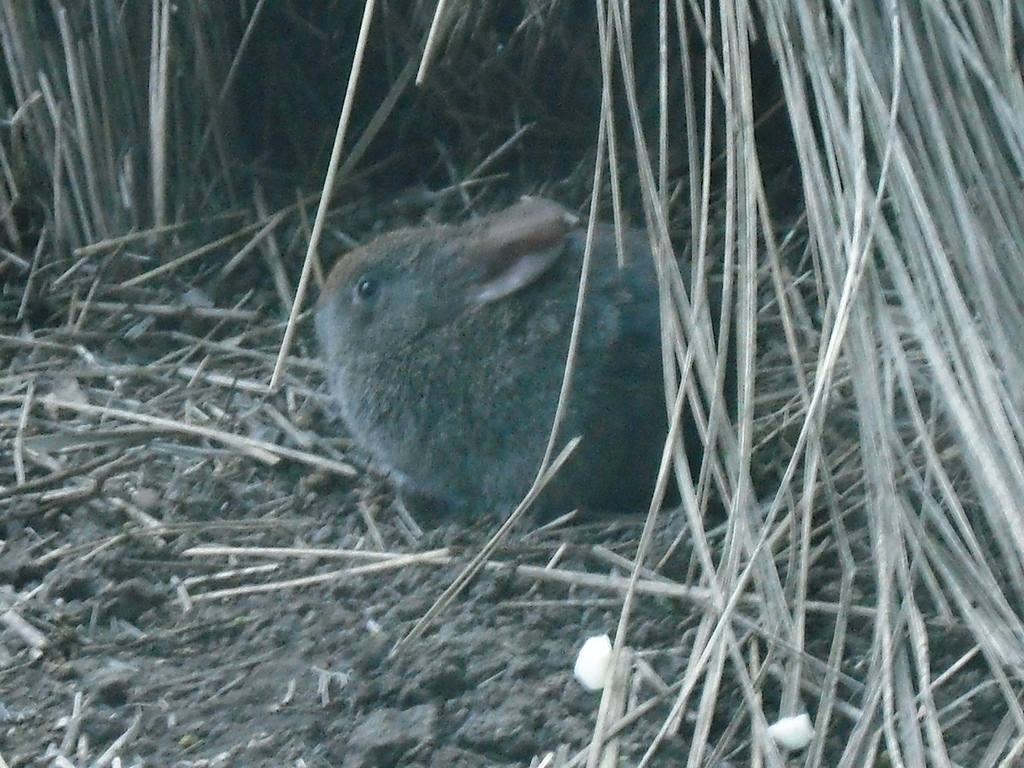
Romerolagus diazi
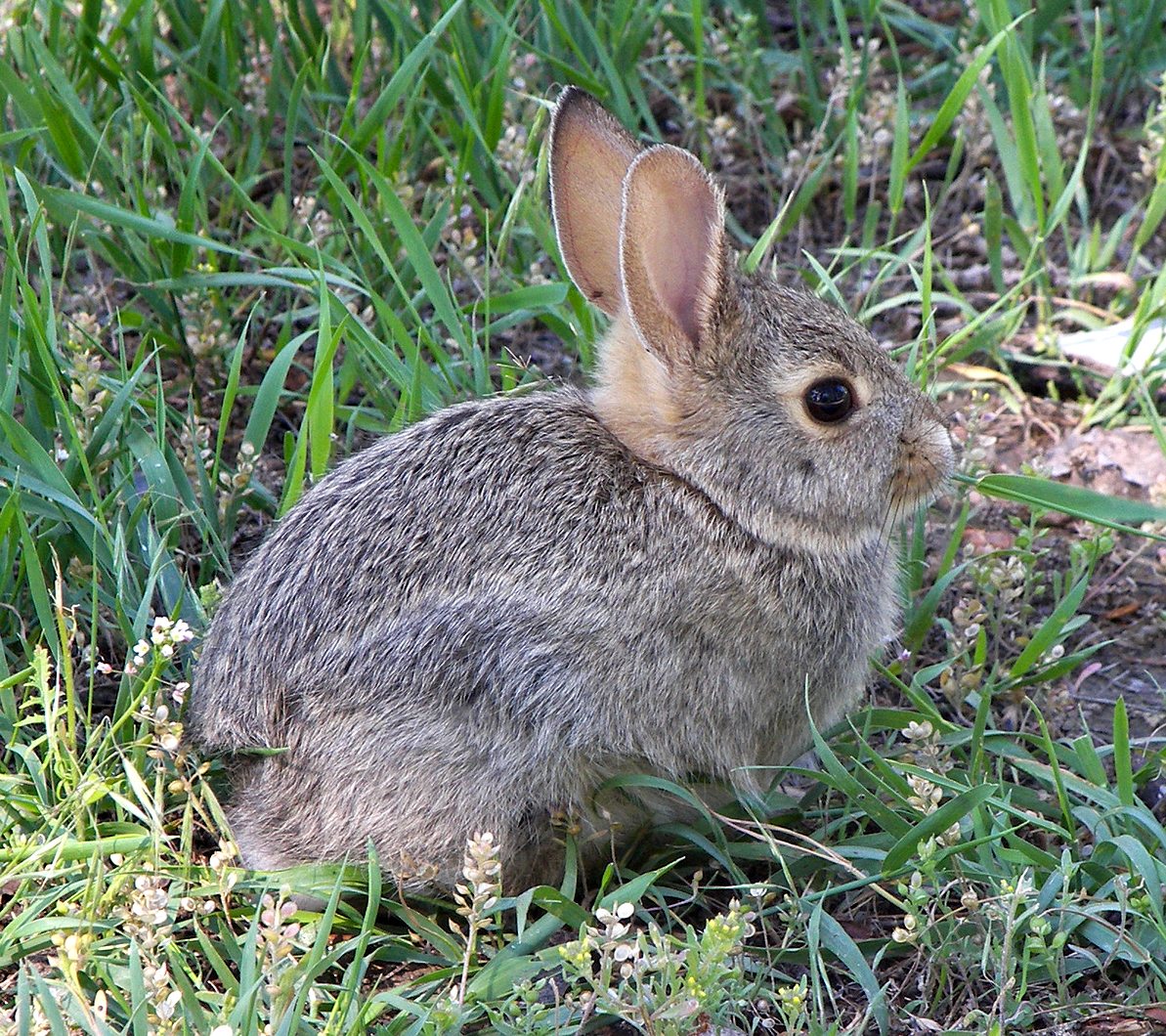
Sylvilagus sp.